# Servizi segreti israeliani
La comunità dei servizi segreti israeliani fin dalla loro creazione, sono stati particolarmente curati dal governo di Israele, sia per l'azione di spionaggio che di controspionaggio, come elemento centrale per la sicurezza dello Stato. In particolare i suoi apparati di intelligence, nel corso della giovane storia dello Stato ebraico (vedi voce: storia di Israele), hanno ottenuto importanti successi.

## Storia
Si possono rintracciare le origini dei servizi segreti israeliani a metà degli anni trenta, all'epoca del mandato britannico in Palestina. Il primo servizio di sicurezza a nascere, dopo la proclamazione dello Stato di Israele, è stato nel 1948 lo Shin Bet, guidato da Isser Harel poi, capo del Mossad, fondato nel dicembre 1949 come coordinamento con Shin Bet, i servizi militari, e l'ufficio "operazioni" del ministero degli esteri.
Nel 2000 all'interno dell'esercito israeliano è stato creato un corpo di combat intelligence, fino al 2008 dipendente dal direttorato, da quella data autonomo.

## Organizzazione
- Mossad - principale organizzazione di spionaggio all'estero, assolve al compito di studiare e prevenire le attività che possano compromettere la sicurezza statale.
- Aman (IDF) (direttorato dell'intelligence militare) responsabile per la raccolta e l'analisi delle informazioni a carattere militare.
  - Unit 8200 - spionaggio e controspionaggio di segnali elettronici ed elettromagnetici
- Shabak (più spesso indicato come Shin Bet), competente per la sicurezza interna dello Stato, il controspionaggio ed appoggio al servizio delle forze armate
- Servizio informazioni della polizia israeliana
- Centro di ricerche politiche del Ministero degli esteri

La comunità d'intelligence è sottoposta alla supervisione del parlamento israeliano, attraverso il comitato per l'intelligence ed i servizi segreti, una sottocommissione del comitato di affari esteri e della difesa, che supervisiona le intere forze di sicurezza israeliane.